# Wang Dou
Wang Dou (* 18. Mai 1993) ist eine chinesische Hürdenläuferin, die sich auf die 100-Meter-Distanz spezialisiert.

## Sportliche Laufbahn
Erste internationale Erfahrungen sammelte Wang Dou bei den Juniorenasienmeisterschaften 2012 in Colombo, bei denen sie in 13,80 s die Goldmedaille und qualifizierte sich damit für die Juniorenweltmeisterschaften in Barcelona, bei denen sie in 13,58 s Rang sieben belegte. Im Jahr darauf konnte sie ihr Rennen im Finale der Asienmeisterschaften in Pune nicht beenden und bei den Ostasienspielen in Tianjin wurde sie in 13,53 s Vierte. Erst vier Jahre später nahm sie an den Asienmeisterschaften in Bhubaneswar teil und gewann dort in 13,36 s die Bronzemedaille. 2018 nahm sie erstmals an den Asienspiele in Jakarta teil und belegte dort in 13,50 m den vierten Platz.
Sie absolvierte ein Masterstudium für Sportwissenschaften an der Pädagogischen Universität Nanjing.

## Persönliche Bestleistungen
- 100 m Hürden: 13,09 s (+0,4 m/s), 8. September 2013 in Shenyang
  - 60 m Hürden (Halle): 8,17 s, 24. Februar 2017 in Xianlin